# Зухенвирт, Петер
Петер Зухенвирт (нем. Peter Suchenwirt, около 1320 — около 1395) — австрийский странствующий поэт, певец и гербовед. 
Выходец из бюргерской семьи, Зухенвирт тем не менее стоял на стороне рыцарства и являлся горячим поклонником куртуазной культуры и придворного общества. Сознавая всю развращённость и испорченность последнего, он наивно верил, что утратившее идеалы военно-служилое сословие легко может возродиться, если только откажется от насилия над народом, взаимной вражды и станет подражать доблестям предков или хотя бы некоторым из выдающихся его современников.
Имея в виду именно это, он в своих рифмованных «Похвальных речах» (нем. Ehrendreden), по всей вероятности, изначально предназначавшихся для чтения, а не для декламации вслух, восхваляет незначительные, в сущности, деяния известных рыцарей своей эпохи, которые он, как очевидец и вместе с тем наёмный панегирист, едва ли не приравнивает к геройским подвигам сподвижников короля Артура. Зухенвирт оставил также рифмованные описания немецких родовых гербов. В 1377 году он сопровождал в походе в Пруссию герцога Альбрехта III Австрийского, описав военные подвиги тевтонских рыцарей. Его «Труды» (нем. Werke) были изданы в 1827 году в Вене А. Примиссером.